# Elección de la Cámara de Consejeros de Japón de 2022
La 26.ª elección de los miembros de la Cámara de Consejeros (第26回参議院議員通常選挙 Dai-nijūrokkai Sangiin giin tsūjō senkyo?) o cámara alta de la Dieta de Japón, se realizó el 10 de julio de 2022 para elegir a 124 de los 245 miembros de dicha Cámara por un período de seis años.
La realización de esta jornada electoral ha quedado opacada tras el asesinato del ex primer ministro Shinzo Abe en un mitin dos días antes de las elecciones.

## Sistema electoral
La Cámara de Consejeros tiene 245 miembros que ejercen sus funciones durante seis años. Como sólo la mitad de sus miembros son reelegidos cada tres años, usando un sistema de «votación paralela», esta cámara no puede ser disuelta.
De los 124 miembros sujetos a elección cada vez, 74 son elegidos por los 45 distritos prefecturales por el voto único no transferible (VUNT) y 50 son elegidos por representación proporcional con listas abiertas y utilizando el Método D'Hondt.

## Encuestas
| Encuesta        | Fecha           | Muestra |                 |                 |       |       |       |       | Reiwa | Otros | Dif. |      |      |      |      |      |
| --------------- | --------------- | ------- | --------------- | --------------- | ----- | ----- | ----- | ----- | ----- | ----- | ---- | ---- | ---- | ---- | ---- | ---- |
| Encuesta        | Fecha           | Muestra | Elecciones 2022 | Elecciones 2022 | -     | 34.4% | 12.8% | 11.7% | 14.8% | Otros | Dif. | 6.8% | 6.0% | 4.4% | 9.2% | 19.6 |
| ANN             | 19-20 mar 2022  | 1000    | 53.6%           | 13%             | 5.3%  | 10.2% | 7.9%  | 3.7%  | 1.2%  | 0.2%  | 40.6 |      |      |      |      |      |
| Gunosy          | 12-13 mar 2022  | 1000    | 41.3%           | 16%             | 2.7%  | 18.7% | 5.3%  | 6.7%  | 4%    | 1.3%  | 12.6 |      |      |      |      |      |
| Gunosy          | 12-13 mar 2022  | 1000    | 33.9%           | 9%              | 6.5%  | 25.7% | 5.2%  | 3.6%  | 5.9%  | 6.1%  | 8.2  |      |      |      |      |      |
| JX              | 12-13 mar 2022  | 1004    | 35.9%           | 22%             | 6.2%  | 20.5% | 6.9%  | 2.6%  | 1.4%  | 1.8%  | 13.9 |      |      |      |      |      |
| SSRC            | 19 Feb 2022     | 1050    | 38.8%           | 11.3%           | 3.8%  | 23.8% | 6.3%  | 5.0%  | 5.0%  | 2.6%  | 15   |      |      |      |      |      |
| Gunosy          | 12-13 Feb 2022  | 1000    | 27.1%           | 8.8%            | 8.1%  | 26.5% | 6.7%  | 4.6%  | 7.2%  | 7.2%  | 0.6  |      |      |      |      |      |
| JX              | 12-13 Feb 2022  | 1004    | 37.6%           | 16.1%           | 6.1%  | 22.2% | 7.5%  | 2.9%  | 1.7%  | 2.2%  | 15.4 |      |      |      |      |      |
| ANN             | 9-10 Feb 2022   | 1008    | 55.0%           | 12.6%           | 6.5%  | 12.4% | 4.1%  | 2.6%  | 1.7%  | 1.4%  | 42.4 |      |      |      |      |      |
| Yomiuri/NNN     | 4-6 Feb 2022    | 1071    | 53.9%           | 11.8%           | 5.3%  | 18.4% | 3.9%  | 2.6%  | 2.6%  | 2.6%  | 35.5 |      |      |      |      |      |
| Febrero         |                 |         |                 |                 |       |       |       |       |       |       |      |      |      |      |      |      |
| ANN             | 22-23 Ene 2022  | 1025    | 49.9%           | 14.5%           | 5.5%  | 13.7% | 6.6%  | 2.5%  | 1.8%  | 1.0%  | 35.4 |      |      |      |      |      |
| SSRC            | 22 Ene 2022     | 1061    | 34.6%           | 14.1%           | 5.1%  | 26.9% | 6.4%  | 5.1%  | 3.8%  | 1.3%  | 7.7  |      |      |      |      |      |
| Yomiuri         | 14-16 Ene 2022  | 1057    | 50.0%           | 10.7%           | 4.8%  | 16.7% | 3.6%  | 3.6%  | 1.2%  | 1.2%  | 33.3 |      |      |      |      |      |
| Enero           |                 |         |                 |                 |       |       |       |       |       |       |      |      |      |      |      |      |
| Elecciones 2019 | Elecciones 2019 | -       | 35.9%           | 15.8%           | 13.1% | 9.8%  | 9.0%  | 7.0%  | 4.6%  | 5.5%  | 20.1 |      |      |      |      |      |

## Resultados
El Partido Liberal Democrático, en el poder, aumentó modestamente sus escaños en la cámara. La participación electoral aumentó ligeramente en comparación con las elecciones anteriores. Mientras tanto, se estableció un nuevo récord de mujeres elegidas para la cámara, con un 28 %.
Los partidos que apoyan la revisión constitucional (Partido Liberal Democrático, Kōmeitō, Nippon Ishin no Kai y Partido Democrático para el Pueblo) obtuvieron un total combinado de 93 escaños y mantuvieron la mayoría de dos tercios necesaria para iniciar el proceso parlamentario. Sanseitō y NHK, con tres escaños en total, también están a favor de la reescritura de la Constitución.
La disparidad en el valor del voto entre los distritos prefecturales en las elecciones llegó a 3,03 veces (un voto en la prefectura de Kanagawa tuvo solo un tercio del impacto de un voto en la prefectura de Fukui), lo que dio lugar a impugnaciones legales a nivel nacional. El Tribunal Supremo había concluido previamente, tras las elecciones de la Cámara de Consejeros de 2010 y 2013, que una disparidad máxima en el peso del voto de aproximadamente 5 veces era inconstitucional, y la disparidad actual se acerca bastante a esa cifra. Las prefecturas se han resistido a combinar distritos electorales dentro de sus límites.

### Por distrito electoral
| Distrito electoral | Total de escaños | Escaños ganados | Escaños ganados | Escaños ganados | Escaños ganados | Escaños ganados | Escaños ganados | Escaños ganados | Escaños ganados | Escaños ganados | Escaños ganados | Escaños ganados |  |  |
| Distrito electoral | Total de escaños | LDP             | CDP             | Komeito         | Ishin           | DPP             | PCJ             | Reiwa           | Sansei          | NHK             | SDP             | Ind.            |  |  |
| ------------------ | ---------------- | --------------- | --------------- | --------------- | --------------- | --------------- | --------------- | --------------- | --------------- | --------------- | --------------- | --------------- |  |  |
| Distrito electoral | Total de escaños | Aichi           | 4               | 1               | 1               | 1               |                 | 1               |                 |                 |                 |                 |  |  |
| Akita              | 1                | 1               |                 |                 |                 |                 |                 |                 |                 |                 |                 |                 |  |  |
| Aomori             | 1                |                 | 1               |                 |                 |                 |                 |                 |                 |                 |                 |                 |  |  |
| Chiba              | 3                | 2               | 1               |                 |                 |                 |                 |                 |                 |                 |                 |                 |  |  |
| Ehime              | 1                | 1               |                 |                 |                 |                 |                 |                 |                 |                 |                 |                 |  |  |
| Fukui              | 1                | 1               |                 |                 |                 |                 |                 |                 |                 |                 |                 |                 |  |  |
| Fukuoka            | 3                | 1               | 1               | 1               |                 |                 |                 |                 |                 |                 |                 |                 |  |  |
| Fukushima          | 1                | 1               |                 |                 |                 |                 |                 |                 |                 |                 |                 |                 |  |  |
| Gifu               | 1                | 1               |                 |                 |                 |                 |                 |                 |                 |                 |                 |                 |  |  |
| Gunma              | 1                | 1               |                 |                 |                 |                 |                 |                 |                 |                 |                 |                 |  |  |
| Hiroshima          | 2                | 1               |                 |                 |                 |                 |                 |                 |                 |                 |                 | 1               |  |  |
| Hokkaido           | 3                | 2               | 1               |                 |                 |                 |                 |                 |                 |                 |                 |                 |  |  |
| Hyōgo              | 3                | 1               |                 | 1               | 1               |                 |                 |                 |                 |                 |                 |                 |  |  |
| Ibaraki            | 2                | 1               |                 |                 |                 |                 |                 |                 |                 |                 |                 | 1               |  |  |
| Ishikawa           | 1                | 1               |                 |                 |                 |                 |                 |                 |                 |                 |                 |                 |  |  |
| Iwate              | 1                | 1               |                 |                 |                 |                 |                 |                 |                 |                 |                 |                 |  |  |
| Kagawa             | 1                | 1               |                 |                 |                 |                 |                 |                 |                 |                 |                 |                 |  |  |
| Kagoshima          | 1                | 1               |                 |                 |                 |                 |                 |                 |                 |                 |                 |                 |  |  |
| Kanagawa           | 5                | 2               | 1               | 1               | 1               |                 |                 |                 |                 |                 |                 |                 |  |  |
| Kumamoto           | 1                | 1               |                 |                 |                 |                 |                 |                 |                 |                 |                 |                 |  |  |
| Kioto              | 2                | 1               | 1               |                 |                 |                 |                 |                 |                 |                 |                 |                 |  |  |
| Mie                | 1                | 1               |                 |                 |                 |                 |                 |                 |                 |                 |                 |                 |  |  |
| Miyagi             | 1                | 1               |                 |                 |                 |                 |                 |                 |                 |                 |                 |                 |  |  |
| Miyazaki           | 1                | 1               |                 |                 |                 |                 |                 |                 |                 |                 |                 |                 |  |  |
| Nagano             | 1                |                 | 1               |                 |                 |                 |                 |                 |                 |                 |                 |                 |  |  |
| Nagasaki           | 1                | 1               |                 |                 |                 |                 |                 |                 |                 |                 |                 |                 |  |  |
| Nara               | 1                | 1               |                 |                 |                 |                 |                 |                 |                 |                 |                 |                 |  |  |
| Niigata            | 1                | 1               |                 |                 |                 |                 |                 |                 |                 |                 |                 |                 |  |  |
| Ōita               | 1                | 1               |                 |                 |                 |                 |                 |                 |                 |                 |                 |                 |  |  |
| Okinawa            | 1                |                 |                 |                 |                 |                 |                 |                 |                 |                 |                 | 1               |  |  |
| Okayama            | 1                | 1               |                 |                 |                 |                 |                 |                 |                 |                 |                 |                 |  |  |
| Osaka              | 4                | 1               |                 | 1               | 2               |                 |                 |                 |                 |                 |                 |                 |  |  |
| Saga               | 1                | 1               |                 |                 |                 |                 |                 |                 |                 |                 |                 |                 |  |  |
| Saitama            | 4                | 1               | 1               | 1               |                 |                 |                 |                 |                 |                 |                 | 1               |  |  |
| Shiga              | 1                | 1               |                 |                 |                 |                 |                 |                 |                 |                 |                 |                 |  |  |
| Shizuoka           | 2                | 1               |                 |                 |                 |                 |                 |                 |                 |                 |                 | 1               |  |  |
| Tochigi            | 1                | 1               |                 |                 |                 |                 |                 |                 |                 |                 |                 |                 |  |  |
| Tokushima–Kōchi    | 1                | 1               |                 |                 |                 |                 |                 |                 |                 |                 |                 |                 |  |  |
| Tokio              | 6                | 2               | 1               | 1               |                 |                 | 1               | 1               |                 |                 |                 |                 |  |  |
| Tottori–Shimane    | 1                | 1               |                 |                 |                 |                 |                 |                 |                 |                 |                 |                 |  |  |
| Toyama             | 1                | 1               |                 |                 |                 |                 |                 |                 |                 |                 |                 |                 |  |  |
| Wakayama           | 1                | 1               |                 |                 |                 |                 |                 |                 |                 |                 |                 |                 |  |  |
| Yamagata           | 1                |                 |                 |                 |                 | 1               |                 |                 |                 |                 |                 |                 |  |  |
| Yamaguchi          | 1                | 1               |                 |                 |                 |                 |                 |                 |                 |                 |                 |                 |  |  |
| Yamanashi          | 1                | 1               |                 |                 |                 |                 |                 |                 |                 |                 |                 |                 |  |  |
| Nacional           | 50               | 18              | 7               | 6               | 8               | 3               | 3               | 2               | 1               | 1               | 1               |                 |  |  |
| Total              | 125              | 63              | 17              | 13              | 12              | 5               | 4               | 3               | 1               | 1               | 1               | 5               |  |  |